# Sandstorm

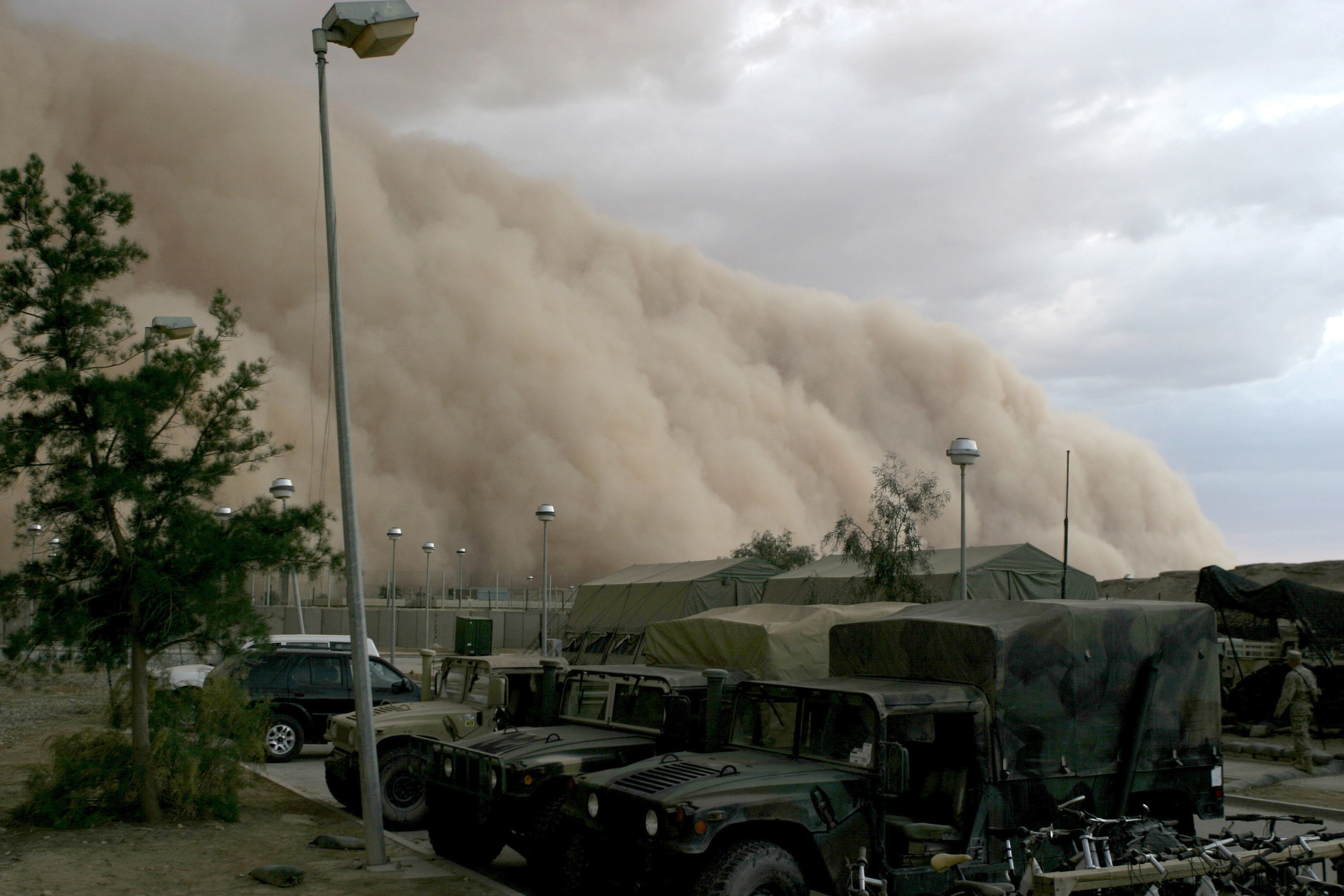
En sandstorm som närmar sig Al Asad i Irak i april 2005.

En sandstorm är ett meteorologiskt fenomen som förekommer i torra och halvtorra områden med stora mängder finkornig sand och damm.
Sandstormar uppstår i regel genom konvektion då den av solen upphettade markytans luft stiger för att kollidera med kallare luft på väg ned vilket orsakar turbulens. Ofta sker detta efter perioder av långvarig torka. Ett stoftmoln räknas vanligen till kategorin sandstorm om sikten är sämre än 1000 meter och som en svår sådan om sikten försämras till under 500 meter. Vindhastigheter på 120 km/h (33 m/s) är inte ovanliga och kan flytta hela sanddyner. Framkanten på molnet kan likna en solid vägg och vara 1,6 km hög. Sandstormar som uppstår i Saharaöknen till följd av passadvindarna kallas för simoom eller simoon (sîmūm, sîmūn). Torka är ofta den bidragande orsaken liksom ett undermåligt jordbruk där underlåtenhet att uppodla marken resulterar i stora mängder damm och sand som exponeras för vinden.
Simoomstormar för med sig stora mängder damm upp i atmosfären som sedan faller ned i samband med nederbörd flera hundra mil bort, så kallad blodregn eller blodsnö. Sand från Saharaöknen har till exempel orsakat rödfärgat regn så långt norrut som i Norge. Nämnda storm sägs även vara en viktig faktor för Amazonas växt- och djurliv då den för med sig mineraler i atmosfären.
Sandstormar kan vara en fara för vägtrafiken, i synnerhet längs vägar som korsar torra och flacka områden. 1991 svepte en svår sandstorm in över motorvägen i San Joaquindalen i Kalifornien. Sikten försämrades till inte mer än en halv billängd vilket resulterade i en massiv seriekrock som innefattade 164 fordon. 17 människor fick sätta livet till och 151 skadades. Sandstormarna genererar statisk elektricitet i vissa sandstormar med blixtar och åskknallar som följd.

## På andra planeter

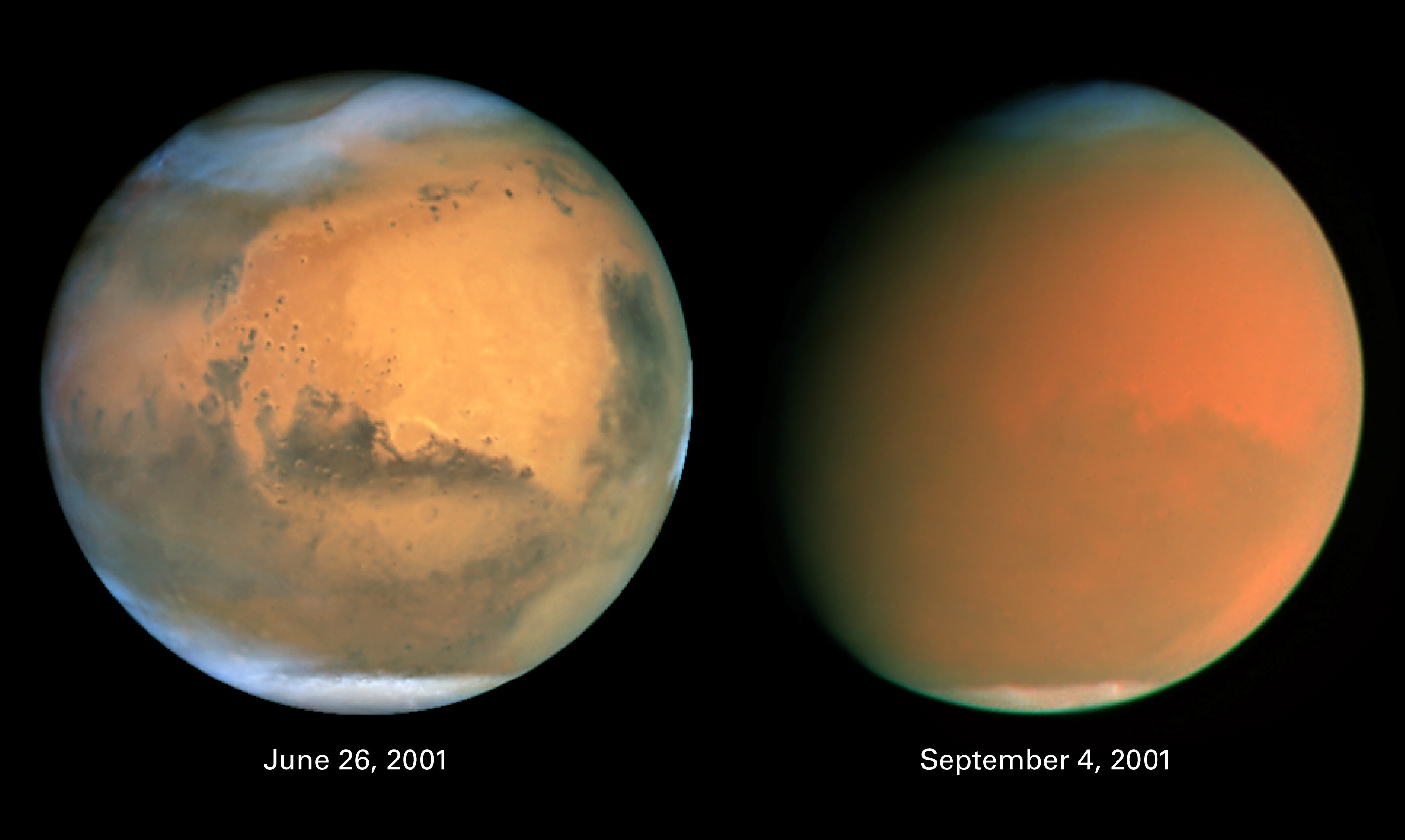
En svår sandstorm som härjade på Mars 2001.

Sandstormar förekommer i stor skala på planeten Mars. Dessa stormar varar längre och täcker mycket större områden än på jorden. Ibland täcks hela planeten av sandmoln som kan vara i flera hundra dagar.

## I populärkulturen
- I Tintin-albumet Det svarta guldet råkar Tintin, Milou och Dupondtarna ut för en sandstorm.
- I filmen Mission: Impossible – Ghost Protocol förekommer det en sandstorm i Dubai.